# Mister Donut
Mister Donut er en international kæde af donutbutikker. Den blev etableret i USA i 1956 af Harry Winokur. De tilbyder primært donuts, kaffe, muffins og pastries. 